# پمپیزفورد
پمپیزفورد (به انگلیسی: Pampisford) یک روستا و محله مدنی در بریتانیا است که در کمبریج‌شر جنوبی واقع شده‌است. پمپیزفورد ۳۴۴ نفر جمعیت دارد.